# ジョン・ジェームズ・シャロン
ジョン・ジェームズ・シャロン（John James Chalon RA、1778年3月27日 - 1854年11月14日）はスイス生まれのイギリスの画家、版画家である。風景画や風俗画を描いた。

## 略歴
スイスのジュネーヴでユグノーの家系に生まれた。弟のアルフレッド・エドワード・シャロン（1780-1860）は肖像画家になった。1790年代の初めに、父親がイングランド、バッキンガムシャーのサンドハースト王立陸軍士官学校のフランス語や文学教授に任命され、家族とイギリスに移った。
1796年にロイヤル・アカデミー・オブ・アーツの美術学校に入学した。1800年に「食事中の山賊(Banditti at their Repast)」という作品を発表している。1808年に弟のアルフレッドや仲間と美術家グループを結成し、水彩画協会（Water-Colour Society）に入会したが、1813年に水彩画協会を退会し、油彩画を再び、ロイヤル・アカデミーの展覧会に出展するようになった。
1816年に投降したナポレオン・ボナパルトが乗船しているイギリスの軍艦ベレロフォンを描いた「プリマスのナポレオンが乗せられているベレロフォン（ 'Bellerophon' with Napoleon Aboard at Plymouth (26 July - 4 August 1815) Edit this at Wikidata）」を描き、王立海軍大学校に寄贈した。
1820年に版画集「パリ風俗のスケッチ（Sketches of Parisian Manners）」を出版した。アメリカ出身の画家、チャールズ・ロバート・レスリー（1794-1859）と親しかった。1827年にロイヤル・アカデミーの準会員に選ばれ、1841年に正会員に選ばれた。
1847年に脳卒中を発症し、闘病の期間のあと、1854年にロンドンで没した。

## 作品

プリマスのナポレオンが乗せられているベレロフォン (1816) Royal Museums Greenwich
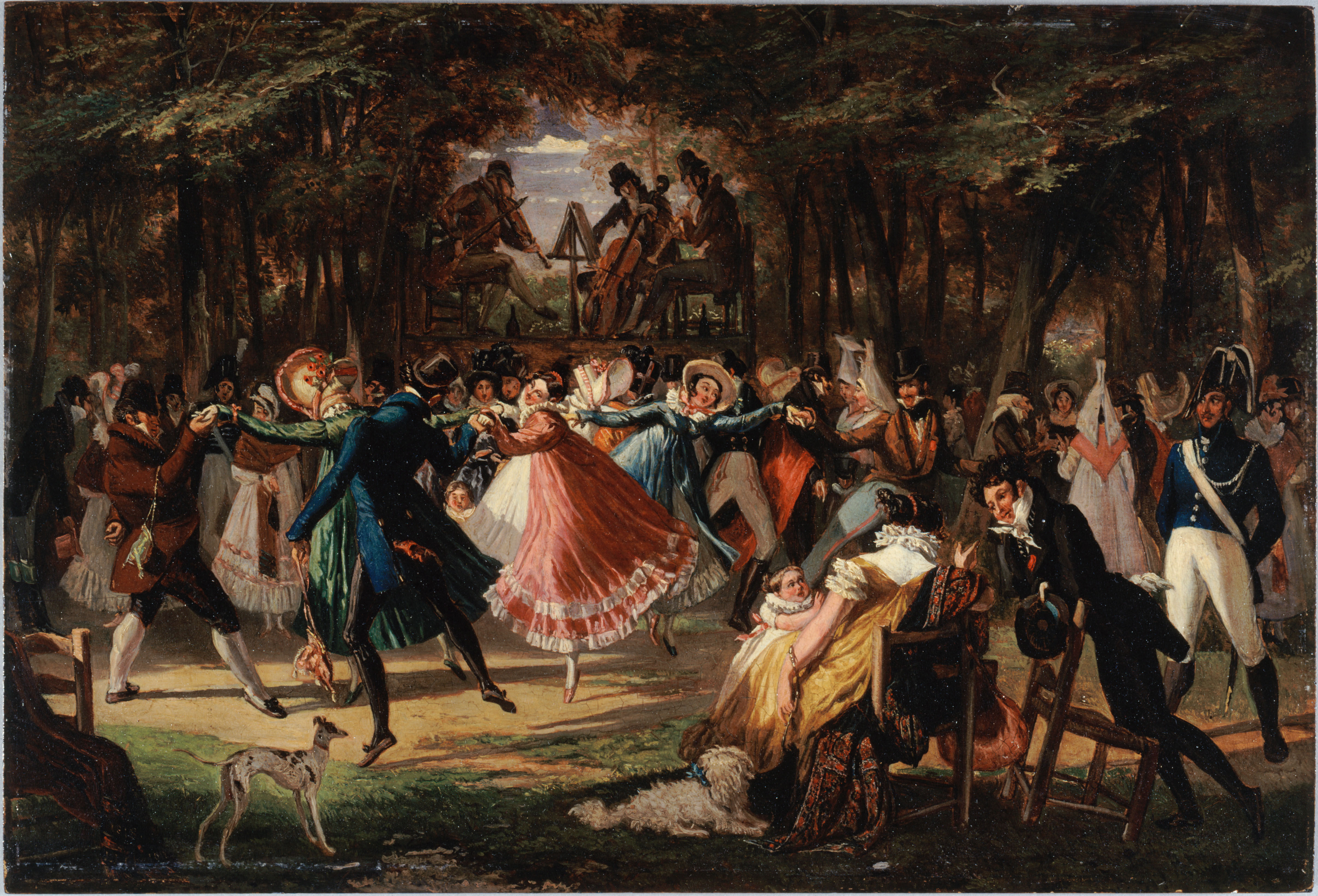
"Bal public" (1818) カルナヴァレ博物館
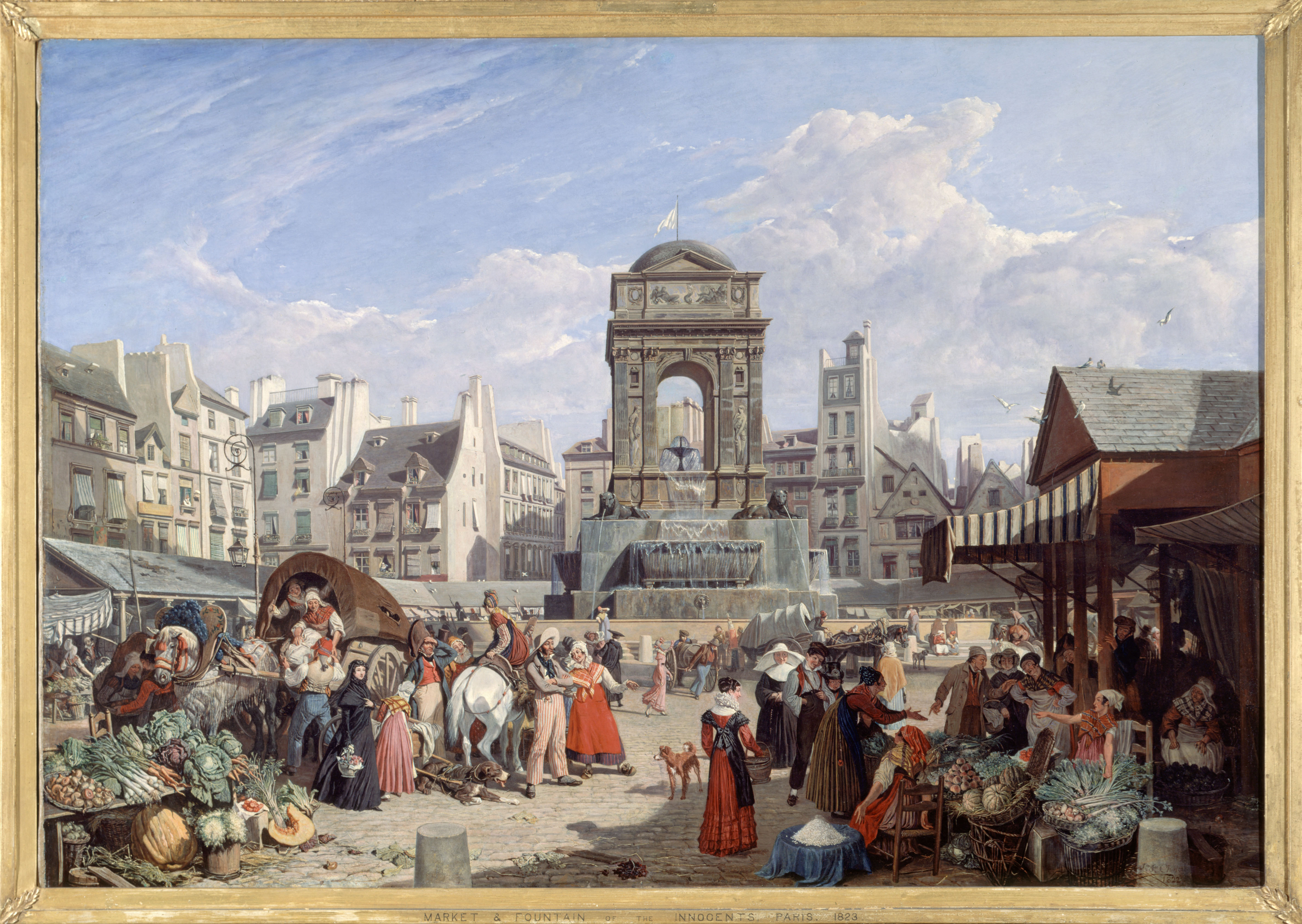
パリのイノサンの泉と市場　(1822) カルナヴァレ博物館
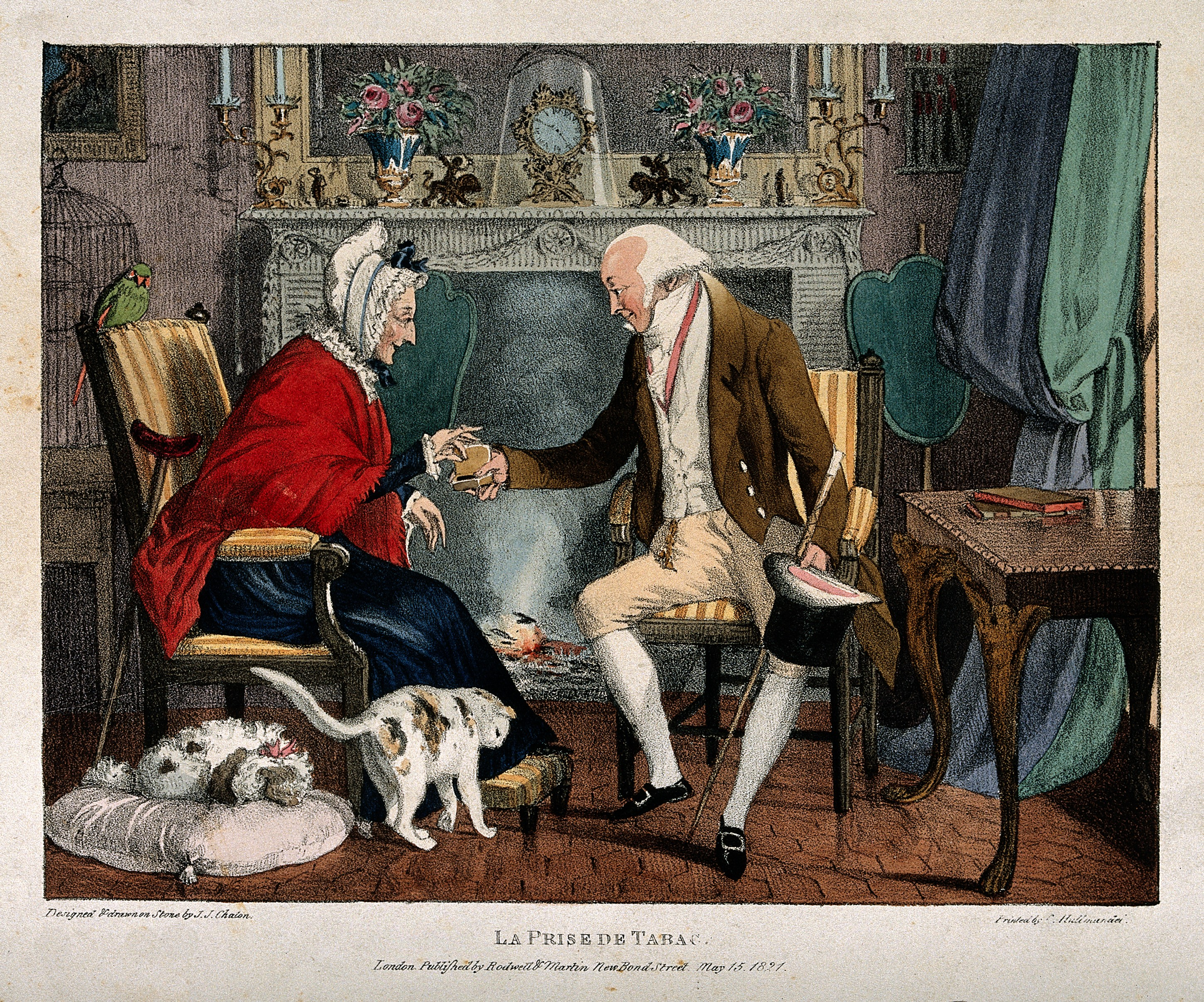
版画作品 暖炉脇で老婦人に嗅ぎ煙草を勧める老紳士